# ストイチョ・アタナソフ
ストイチョ・イヴァノフ・アタナソフ（Stoycho Ivanov Atanasov (ブルガリア語: Стойчо Атанасов、1997年5月14日 - ）は、ブルガリア・ブルガス出身のプロサッカー選手。PFCロコモティフ・ソフィア所属。ポジションは、ディフェンダー（ライトバック）。